# Heteropoda pumilla
Heteropoda pumilla är en spindelart som beskrevs av Eugen von Keyserling 1880. Heteropoda pumilla ingår i släktet Heteropoda och familjen jättekrabbspindlar.
Artens utbredningsområde är Colombia. Inga underarter finns listade i Catalogue of Life.